# Budhdhan Yaesu Gandhi Pirandhadhu
Budhdhan Yaesu Gandhi Pirandhadhu – piosenka z indyjskiego filmu w języku tamilskim Chandorodyam (1966).
Jej tekst napisał Vaali, muzykę skomponował M.S. Vishwanatan, natomiast głos podłożył T.M. Soundararajan (TMS). Na ekranie wykonywał ją M.G. Ramachandran (MGR). Jak wiele piosenek z jego udziałem pełni funkcję edukacyjną. Głosi pochwałę pracy.